# Harriet the Spy
Harriet the Spy (Nederlands: Harriet de spionne) is een
Amerikaanse familiefilm uit 1996.
De film is een bewerking van het gelijknamige boek van Louise Fitzhugh uit
1964. De hoofdrol van Harriet wordt vertolkt door de destijds
tienjarige Michelle Trachtenberg.

## Verhaal
Harriet M. Welsch is een elfjarig meisje dat later schrijfster wil
worden. Om zich daarop voor te bereiden observeert ze mensen en schrijft alles
wat ze denkt neer in een notitieboek. Ze heeft een vaste ronde die ze aflegt en
kruipt overal op of in - als een spionne - om de mensen te bespioneren.
Verder heeft Harriet twee goede vrienden, Sport en Janie, en is ze erg gehecht
aan haar kinderoppas Ole Golly. Zij is het die Harriet aanmoedigt om alles in
een notitieboek neer te schrijven. Op een bepaald moment vindt ze dat Harriet nu
groot genoeg is om voor zichzelf te zorgen en ze vertrekt.
Harriet zit hierdoor in de put maar raakt er weer bovenop. Tijdens een spelletje
tikkertje in het park met haar vrienden en de rest van haar klas verliest ze
haar notitieboek. Na het spel wordt het gevonden door Marion Hawthorne, Harriets
rivale in de klas. Die leest de commentaren die Harriet over iedereen heeft
geschreven luidop voor. Daarbij zijn ook kwetsende dingen over haar twee beste
vrienden die ze hierdoor verliest.
Harriet wordt hierna het buitenbeentje van de klas die steeds uitgelachen en
gepest wordt. Marion richt ook de Spionnenontmaskeringsclub op. Die ligt
steeds op de loer als Harriet haar ronde wil doen en zorgt ervoor dat ze niemand
meer kan bespioneren.
Nadat de anderen verf over haar gooien, onderneemt Harriet op iedereen apart een
wraakactie waarmee ze zich nog minder populair maakt. Nadat Harriets moeder en
vader hierover boze telefoontjes krijgen van de ouders van de andere kinderen
nemen ze haar het notitieboek af en wordt ze naar een psychiater gestuurd.
Nadat die zegt dat alles in orde is met haar krijgt ze haar notitieboek terug.
Dan komt Ole Golly op vraag van Harriets ouders op verrassingsbezoek. Ze zegt
haar dat er twee manieren zijn om de problemen met haar vrienden op te lossen:
zich verontschuldigen of liegen. Intussen valt Marions club tegen Harriet uit
elkaar. De meesten zijn het beu dat Marion altijd baas speelt.
Harriet probeert zich te verontschuldigen bij Janie en Sport maar heeft weinig
succes. Echter later in de klas stelt ze aan de juffrouw voor om de positie van
auteur van de klaskrant, die nu van Marion is, te delen. Bij de klassikale
stemming is iedereen - Marion uitgezonderd - akkoord. Vervolgens hebben ze haar
ook vergeven en heeft Harriet haar vrienden terug.
In de klaskrant schrijft Harriet een publieke verontschuldiging en neemt ze terug
wat in haar notitieboek was uitgekomen.

## Rolverdeling
| Acteur                | Personage             | Opmerkingen                     |
| --------------------- | --------------------- | ------------------------------- |
| Michelle Trachtenberg | Harriet M. Welsch     | protagoniste                    |
| Gregory Smith         | Sport                 | vriend van Harriet              |
| Vanessa Lee Chester   | Janie Gibbs           | vriendin van Harriet            |
| Rosie O'Donnell       | Catherine -Ole- Golly | kinderoppas van Harriet         |
| J. Smith-Cameron      | mevrouw Welsch        | Harriets moeder                 |
| Robert Joy            | meneer Welsch         | Harriets vader                  |
| Eartha Kitt           | Agatha K. Plummer     | vrouw in villa                  |
| Charlotte Sullivan    | Marion Hawthorne      | Harriets rivale                 |
| Teisha Kim            | Rachel Hennessy       | beste vriendin van Marion       |
| Paul Sun-Hyung Lee    | Bruno Hung Fat        |                                 |
| Cecilley Carroll      | Beth Ellen Hansen     |                                 |
| Dov Tiefenbach        |                       | stille jongen met paarse sokken |
| Nina Shock            | Carrie Andrews        |                                 |
| Conor Devitt          | Pinky Whitehead       |                                 |
| Alisha Morrison       | Laura Peters          |                                 |
| Nancy Beatty          | mevrouw Elson         | schooljuffrouw                  |
| Don Francks           | Harrison Withers      | vogelkooibouwer met katten      |
| Eugene Lipinski       | George Waldenstein    | Vriend van kinderoppas          |
| Gerry Quigley         |                       | Sports vader                    |
| Jackie Richardson     |                       | Janies moeder                   |
| Roger Clown           | dokter Wagner         | Harriets psychiater             |

## Prijzen en nominaties[4]
- Kid's Choice Awards 1997: Winnaar Favoriete Filmactrice voor Rosie O'Donnell.
- Young Artist Awards 1997:
  - Winnaar Beste Prestatie - Hoofdrol Jonge Actrice voor Michelle Trachtenberg.
  - Winnaar Beste Prestatie - Bijrol Jonge Actrice voor Vanessa Lee Chester.
  - Nominatie Beste Familiefilm - Drama.
  - Nominatie Beste Prestatie - Bijrol Jonge Acteur voor Gregory Smith.